# Atethmia pallida
Atethmia pallida är en fjärilsart som beskrevs av Otto Staudinger 1891. Atethmia pallida ingår i släktet Atethmia och familjen nattflyn. Inga underarter finns listade i Catalogue of Life.